# Idea regulatywna
Idea regulatywna – pojęcie wprowadzone przez Immanuela Kanta.
Pochodzi ono z zakresu metafizyki i określa idealny kres poznania. Poznanie ludzkie obejmuje ujęte w czasie i przestrzeni doświadczenie. Kant wymienia trzy idee regulatywne (stwarzane przez ludzki rozum) dotyczące: Boga, duszy i wszechświata. Regulatywność ich polega na niemożliwości udowodnienia istnienia, bądź nieistnienia Boga i duszy ludzkiej, czy skończoności lub nieskończoności wszechświata, ponieważ nigdy nie zaistnieją obiektywne dowody pozwalające je stwierdzić.
Kant krytykował teologię racjonalną i głoszone przez nią dowody na istnienie Boga. Jednym z nich był dowód ontologiczny, według którego Bóg istnieje z racji faktu istnienia pojęcia Boga. Jednak Kant stwierdził, że świadczy to jedynie o takiej możliwości, nie jest zaś dowodem. 